# Томсонова газела
Томсонова газела (лат. Eudorcas thomsonii) једна од најпознатијих и најпрепознатљивијих газела. Добила је име по шкотском истраживачу Џозефу Томсону.
Настањују саване и отворене равнице у Африци, а посебно је честа у региону Серенгети на простору Кеније и Танзаније, иако их има и у Етиопији, Сомалији и Судану. Пасу кратку вегетацију и траву, одакле и извлаче већину воде која им је потребна. Иако су томсонове газеле спадају међу напознатије газеле, популација није тако велика с обзиром на ограничен простор на ком живе.

## Опис
Томсонове газеле су високе од 60 до 90 центиметара и теже од 13 до 22 килограма, с тим да су мужјаци крупнији од женки. Имају светло браон обојену длаку са белим доњим деловима стомака где се протеже препознатљива црна трака. Рогови код мужјака су дугачки и усмерени ка уназад. Никад не мења рогове који расту током целога живота. Бело обележје на стражњем делу се протеже испод репа. Због свог изгледа и обојености, понекад се меша са грантовом газелом. Иако неке грантове газеле имају црну траку са бочне стране тела, бели део на задњем делу се увек протеже изнад репа. Препознатљиво понашање томсонових газела јесте њихов скок, који служи да одврате и уплаше непријатеље, као и да покажу своју величину и снагу. Често се сакупљају са осталим копитарима или папкарима, као на пример са гнуовима и зебрама, са којима живе у крдима мигрирајући у потрази за храном.
У време сушних периода, у крдима од више хиљада, селе се у крајеве са више воде. осим тога, користи воду у минималним количинама: не зноји се, измет јој је врло сув, а мокраћа веома концентрована. Храни се ноћу кад су биљке покривене росом, а дању прежива. Њени непријатељи су велики грабљивци, као лавови, леопарди и хијене

## Друштвени живот
Мужјаци су територијални током свог одраслог периода, не пре 2-3 године живота. Пре него што почну да заузимају територије, млади мужјаци време проводе у такозваним „нежењенским групама“ који су део крда. Женке се придружују другим женкама оснивајући своје групе када се селе кроз мужјакове територије. Стари мужјаци имају властите територије на којима живе сами.

## Размножавање и старост
Томсонове газеле на свет доносе по једно младунче након 5 до 6 месеци трудноће. Необично за друге папкаре, ове газеле могу да рађају и двапут годишње, радије него само једном. Млади леже сакривени у трави прве три недеље, када их мајке доје периодично.
У дивљини, томсонове газеле доживе старост од 10 до 13 година, иако су главна мета грабљиваца попут већине афричких мачака, хијена и павијана. Гепарди развијају веће брзине од њих, иако су газеле издржљивије на дужим стазама и способне су да скрећу брже од ових месоједа. Половину свих ланади ће убити грабљивци пре него што достигну зрело доба.

## Угроженост
Ова врста је на нижем степену опасности од изумирања, и сматра се скоро угроженим таксоном.

## Распрострањење
Ареал врсте је ограничен на мањи број држава. 
Врста је присутна у Судану, Кенији и Танзанији.

## Станиште
Станишта врсте су саване, травна вегетација и екосистеми ниских трава.

## Галерија слика
- Мужјак томсонове газеле у Нгоронгоро кратеру, Танзанији
- Томсонове газеле у Масаи Мари, Кенија
- Мужјак проверава да ли је женка „у терању“
- Мужјаци имају дугачке, мало повијене рогове